# Baden Open 2006
Il Baden Open 2006 è stato un torneo di tennis facente parte della categoria ATP Challenger Series nell'ambito dell'ATP Challenger Series 2006. Il torneo si è giocato a Ettlingen in Germania dal 29 maggio al 4 giugno 2006 su campi in terra rossa.

## Vincitori

### Singolare
Simon Greul ha battuto in finale  Michael Berrer con il punteggio di 6–4, 6–3

### Doppio
Vasilīs Mazarakīs /  Felipe Parada hanno battuto in finale  Lars Burgsmüller /  Simon Greul con il punteggio di 3–6, 6–1, [10-4]